# Okres Záhony
Okres Záhony (maďarsky Záhonyi járás) je jedním ze třinácti okresů maďarské župy Szabolcs-Szatmár-Bereg. Jeho centrem je město Záhony.

## Poloha
Okres leží v Severní velké nížině (maďarsky Észak-Alföld) a je při severní hranici území obtékán řekou Tisa. Touto řekou také prochází hranice nejen okresu ale i Maďarska se Slovenskem a s Ukrajinou. Nadmořská výška území okresu je zhruba mezi 95–122 m. Rozloha okresu je 145,95 km².

## Doprava

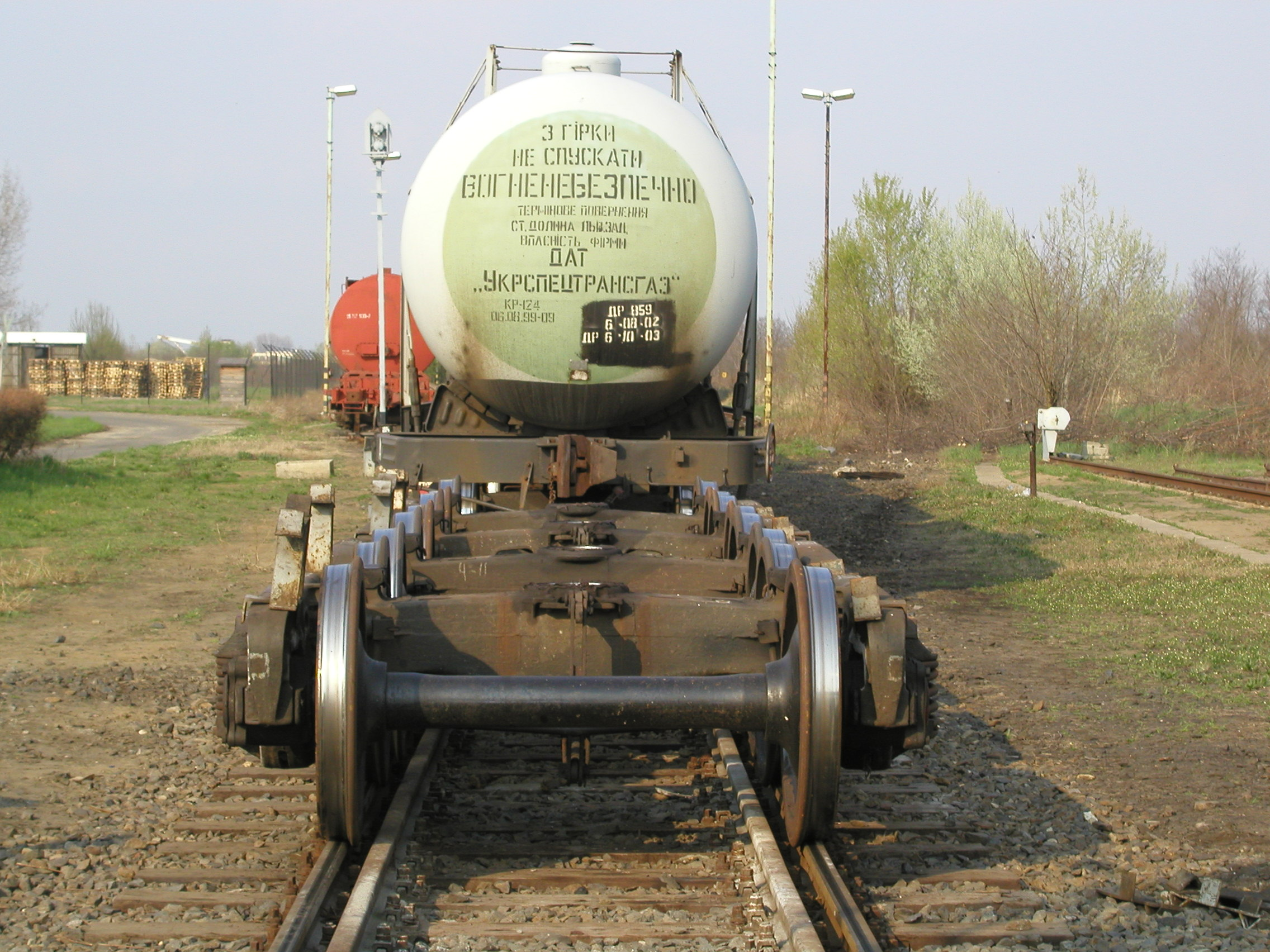
Železniční terminál s tratí o normálním i širokém rozchodu

Územím okresu prochází od jihu k severu hlavní silnice č. 4, vedoucí z města Nyíregyháza na hranice s Ukrajinou do města Čopu. Téměř souběžně se silnicí je vedena železniční trať. Na železniční trati jsou v okrese nejméně dvě seřazovací nebo překládací nádraží, na nichž jsou kolejiště s normálním i širokým rozchodem.

## Sídla
V okrese se nachází celkem 11 měst a obcí.
| Jméno obce       | Typ obce   | Obyvatelů | Rozloha (km2) |
| ---------------- | ---------- | --------- | ------------- |
| Záhony           | okr. město | 4 125     | 6,94          |
| Mándok           | město      | 4 247     | 28,91         |
| Tuzsér           | městys     | 3 418     | 15,52         |
| Benk             | vesnice    | 440       | 8,50          |
| Eperjeske        | vesnice    | 1 217     | 13,49         |
| Győröcske        | vesnice    | 124       | 2,11          |
| Komoró           | vesnice    | 1 289     | 11,69         |
| Tiszabezdéd      | vesnice    | 1 925     | 18,63         |
| Tiszamogyorós    | vesnice    | 687       | 10,25         |
| Tiszaszentmárton | vesnice    | 1 151     | 14,52         |
| Zsurk            | vesnice    | 746       | 15,39         |

Obyvatelé pracují v zemědělství (ovoce, pšenice, kukuřice), v živočišné výrobě a ve  službách (vlaková a kamionová doprava, celní správa).